# David Wilson (calciatore 1969)
David Graham Wilson (Todmorden, 20 marzo 1969) è un allenatore di calcio ed ex calciatore inglese, di ruolo centrocampista.

## Carriera

### Giocatore
Dopo aver giocato nelle giovanili del Manchester Utd viene aggregato alla prima squadra dei Red Devils nel corso della stagione 1987-1988, anche se di fatto gioca le sue uniche partite con il club nella stagione successiva, nella quale scende in campo in 4 incontri nella prima divisione inglese (oltre che in un incontro di FA Cup ed in uno di Coppa di Lega). Nella stagione 1989-1990 trascorre anche un periodo in prestito al Lincoln City, con cui gioca 3 partite in quarta divisione, mentre nella stagione seguente realizza 2 reti in 7 partite di campionato con il Charlton (a cui era stato ceduto in prestito) in seconda divisione.
Nell'estate del 1991 si svincola dal Manchester United e passa ai Bristol Rovers, in seconda divisione: all'inizio del 1993, dopo sole 11 presenze in una stagione e mezza, viene ceduto al RoPS, club della prima divisione finlandese. Tra il 1994 ed il 1998 gioca invece nella seconda divisione svedese con il Ljungskile (fa eccezione la stagione 1997, nella quale gioca invece 14 partite in prima divisione), per poi tornare nuovamente in Finlandia, prima all'Haka (con cui nel 1999 e nel 2000 vince anche due campionati) e poi all'HJK (con cui vince un secondo campionato finlandese, nel 2002). Con l'Haka nell'arco di tre stagioni (compresa anche la prima parte della stagione 2001-2002) segna anche 2 gol in 14 partite nei turni preliminari di Champions League e gioca 2 partite nel tabellone principale della Coppa UEFA 2001-2002. Si ritira nel 2005, dopo aver giocato nuovamente al Ljungskile, nel frattempo retrocesso nella seconda divisione svedese.

### Allenatore
Ha allenato il Ljungskile dal 2003 al 2005 e nuovamente nel 2009; nel 2006 ha inoltre allenato anche il GIF Sundsvall, altro club della seconda divisione svedese.

## Palmarès

### Giocatore

#### Competizioni nazionali
- Campionato finlandese: 3

Haka: 1999, 2000
HJK: 2002